# 互易定理
在电磁学中，互易定理是电磁场理论的重要定理。由洛伦兹首先发现了一个定义在闭合曲面上的电磁场公式。后来Rayleigh-Carson又进一步把定理发展称为我们今天看到的形式，定义在一个体积分上。

## 互易定理的陈述

### 洛伦兹的贡献
假定有电磁场{\displaystyle [\mathbf {E} _{1},\mathbf {H} _{1}]} 和电磁场{\displaystyle [\mathbf {E} _{2},\mathbf {H} _{2}]} 都是由曲面内的电流元产生的辐射场。这里假定计算是在频域或者傅里叶变换域。我们在电磁场公式中省写了{\displaystyle \omega }。
洛伦兹发现如下形式的互易定理
{\displaystyle \oiint }{\displaystyle \scriptstyle \partial V}{\displaystyle (\mathbf {E} _{1}\times \mathbf {H} _{2}-\mathbf {E} _{2}\times \mathbf {H} _{1})\cdot d\mathbf {A} =0}
注意：上面强调两个电磁场都是辐射场，其实是说这两个场都必须是滞后波。如果其中一个是超前波，一个是滞后波上述曲面积分不为零。

### Rayleigh-Carson的贡献
假设{\displaystyle [\mathbf {E} _{1},\mathbf {H} _{1}]}的电流元为：{\displaystyle \mathbf {J} _{1}} 
假设{\displaystyle [\mathbf {E} _{2},\mathbf {H} _{2}]}的电流元为：{\displaystyle \mathbf {J} _{2}}
Rayleigh-Carson的贡献为
，
{\displaystyle \int _{V1}(\mathbf {E} _{2}\cdot \mathbf {J} _{1})dV=\int _{V2}(\mathbf {E} _{1}\cdot \mathbf {J} _{2})dV}

### 电路中的互易定理
上面公式反映在电路理论中就为，
{\displaystyle \mathbf {V} _{2}\cdot \mathbf {I} _{1}=\mathbf {V} _{1}\cdot \mathbf {I} _{2}}
其中
{\displaystyle \mathbf {V} _{2}} 是电流 {\displaystyle \mathbf {I} _{2}}在电流{\displaystyle \mathbf {I} _{1}} 处产生的电动势。
测量{\displaystyle \mathbf {V} _{2}} 时可将电流元{\displaystyle \mathbf {I} _{1}}处电路开路。
{\displaystyle \mathbf {V} _{1}} 是电流 {\displaystyle \mathbf {I} _{1}}在电流{\displaystyle \mathbf {I} _{2}} 处产生的电动势。
测量{\displaystyle \mathbf {V} _{1}} 时可将电流元{\displaystyle \mathbf {I} _{2}}处电路开路。

### 互易定理的一般形式
今天我们把如下一般形式的互易定量称为洛伦兹互易定理，
{\displaystyle \oiint }{\displaystyle \scriptstyle \partial V}{\displaystyle (\mathbf {E} _{1}\times \mathbf {H} _{2}-\mathbf {E} _{2}\times \mathbf {H} _{1})\cdot d\mathbf {A} }
{\displaystyle =\int _{V}(-\mathbf {E} _{1}\cdot \mathbf {J} _{2}+\mathbf {E} _{2}\cdot \mathbf {J} _{1})dVdt}
在上述一般形式互易定理中考虑洛伦兹的贡献即可得到Rayleigh-Carson的贡献的贡献。互易定理的一般形式也常常被称为洛伦兹互易定理。

## 互易定理的推导
由麦克斯韦方程可直接推导互易定理。但是因为这样的推导比较繁琐，也不能体现电磁场定理之间的关系。此处用另一种思路来推导互易定理。
从麦克斯韦方程出发可以推导坡印廷定理,坡印廷定理可以推导互能定理。麦克斯韦方程可以推导共轭变化，互能定理同共轭变换可以推导洛伦兹互易定理。

### 电磁场共轭变换
电磁场共轭变换
{\displaystyle \mathbf {R} }
在时域定义如下
：
{\displaystyle \mathbf {R} [\mathbf {E} (t),\mathbf {H} (t),\mathbf {J} (t),\mathbf {K} (t),\epsilon (t),\mu (t)]=[\mathbf {E} (-t),-\mathbf {H} (-t),-\mathbf {J} (-t),\mathbf {K} (-t),\epsilon (-t),\mu (-t)]}
在频域定义如下，
{\displaystyle \mathbf {R} [\mathbf {E} (\omega ),\mathbf {H} (\omega ),\mathbf {J} (\omega ),\mathbf {K} (\omega ),\epsilon (\omega ),\mu (\omega )]=[\mathbf {E} ^{*}(\omega ),-\mathbf {H} ^{*}(\omega ),-\mathbf {J} ^{*}(\omega )(\omega ),\mathbf {K} ^{*}(\omega ),\epsilon ^{*}(\omega ),\mu ^{*}(\omega )]}
其中
{\displaystyle \mathbf {K} }
为磁流密度。
共轭变换不是像傅里叶变换那样的数学变换,一个公式经过数学变换它的物理性质没有变化。共轭变换是一个物理变换。一个电磁场在共轭变换前满足麦克斯韦方程，则变换后仍满足麦克斯韦方程。共轭变换把滞后波变成超前波，把超前波变成滞后波。一个电磁场的定理经过共轭变换以后仍然是一个电磁场的定理，但是其物理性质会发生变化，因此会成为一个新的物理定理。

### 互易定理同互能定理的关系
对互能定理两个电磁场之一，比如 {\displaystyle \mathbf {E} _{2},\mathbf {H} _{2}} 作共轭变换可得洛伦兹互易定理。
反之，
对洛伦兹互易定理两个电磁场之一，比如 {\displaystyle \mathbf {E} _{2},\mathbf {H} _{2}} 作共轭变换可得互能定理。尽管两个定理有上述紧密的联系，它们是两个完全独立的定理。洛伦兹互易定理用于处理两个电流源它们都产生滞后波的情况。互能定理用于一个源产生滞后波，另一个源产生超前波。
由此我们完成了麦克斯韦方程 到 坡印廷定理 到 互能定理 到 洛伦兹互易定理的证明。

### 引用
1. ↑  Rayleigh, Lord (1900). On the law of reciprocity in diffuse reflection, Phil. Mag. series 5, 49: 324-325.
2. ↑  Kong, J.A. . AA(MIT, Cambridge, Mass): New York, Wiley-Interscience,. 1975.

### 來源
- H. A. Lorentz, "The theorem of Poynting concerning the energy in the electromagnetic field and two general propositions concerning the propagation of light,"[永久] Amsterdammer Akademie der Wetenschappen 4 p. 176 (1896).
- J. R. Carson, "A generalization of reciprocal theorem," Bell System Technical Journal 3 (3), 393-399 (1924).  Also J. R. Carson, "The reciprocal energy theorem," ibid. 9 (4), 325-331 (1930).